# Գ
La Գ, minuscolo գ, è la terza lettera dell'alfabeto armeno. Il suo nome è գիմ, gim (armeno classico e orientale: [ɡim], armeno occidentale: [kʰim]).
Rappresenta foneticamente:
- in armeno orientale la consonante occlusiva velare sonora [ɡ][1]
- in armeno occidentale la consonante occlusiva velare sorda aspirata [kʰ].

## Codici
- Unicode:
  - Maiuscola Գ : U+0533
  - Minuscola գ : U+0563